# Observatoire Pierre-Auger

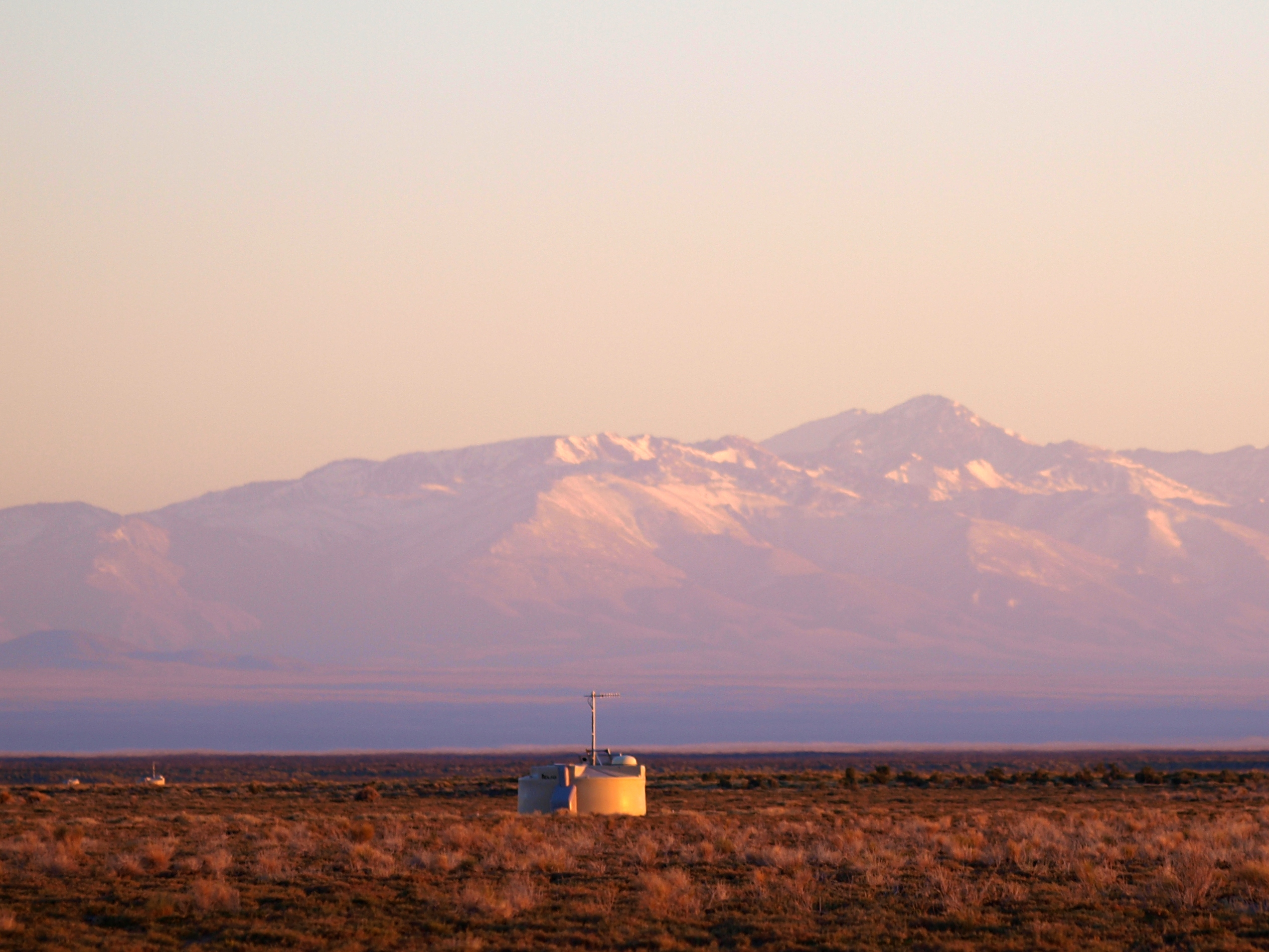
Le site, situé au pied des Andes a été retenu car il est situé en moyenne altitude, que l'air y est relativement sec et que la pollution lumineuse est réduite.

Pour les articles homonymes, voir Auger.
L'observatoire Pierre-Auger est un observatoire astronomique inauguré en 2008 près de la ville de Malargüe en Argentine et destiné à étudier les rayons cosmiques à haute énergie (> 1018 eV). Fruit de la collaboration de 17 pays et prévu pour fonctionner 20 ans, il met en œuvre une combinaison d'instruments comprenant initialement 1 600 détecteurs Tcherenkov espacés régulièrement dans un quadrilatère de 3 000 km² et 24 télescopes à fluorescence.
Le 15 novembre 2015, un nouveau protocole international a été signé, qui prévoit d'améliorer la sensibilité des détecteurs (programme AugerPrime).
La collaboration internationale Pierre-Auger regroupe plus de 400 chercheurs de dix-huit pays.

## Historique
Le projet de l'observatoire est lancé en 1992 à l'initiative du physicien américain Jim Cronin, prix Nobel 1980 pour ses travaux sur les interactions entre les particules, et de l'Anglais Alan Watson de l'université de Leeds au Royaume-Uni. Le troisième promoteur du projet est Murat Boratav de l'université Pierre-et-Marie-Curie de Paris. L'objectif est de construire le plus grand des détecteurs de rayons cosmiques pour pouvoir étudier les plus énergétiques d'entre eux. Le concept est précisé dans le cadre d'ateliers de travail qui se déroulent à Paris (1992), Adélaïde (1993), Tokyo (1993). Au cours du dernier atelier qui a lieu au Fermilab les 30 et 31 janvier 1995, un cahier des charges est rédigé figeant les spécifications et fournissant une estimation des coûts. Plusieurs sites sont étudiés uniquement dans l'hémisphère sud car il est prévu de construire un deuxième observatoire dans l'hémisphère nord pour disposer d'une couverture complète de la voute céleste. L'observatoire a besoin de beaucoup d'espace inoccupé de ciels clairs et de terrains plats. L'Afrique du Sud et l'Australie sont écartés et en novembre 1995 le site de l'observatoire est sélectionné : il s'agit d'une plaine (la Pampa Amarilla) à 1 400 mètres d'altitude qui est située à 370 km au sud de Mendoza en Argentine près de la petite ville minière de Malargüe (23 000 habitants). Le président argentin de l'époque Carlos Menem s'engage à verser 10 millions US$ (20 % du coût total) tandis que la province de Mendoza doit contribuer à hauteur de 5 millions US$. En tout 17 pays décident de contribuer à la construction de l'observatoire qui débute en 1999. Mais en 2001, l'Argentine subit un grave crise économique qui entraine la dévaluation du peso argentin qui perd les deux tiers de sa valeur. L'organisation doit se mettre à la recherche d'autres sources de financement,.
L'observatoire prend le nom du physicien Pierre Auger (1899-1993), qui découvrit les grandes gerbes de particules générées par les rayons cosmiques pénétrant dans l'atmosphère terrestre à l'observatoire de Jungfraujoch dans les Alpes suisses.
Les observations démarrent en janvier 2004 avec 154 détecteurs installés et les premiers résultats scientifiques sont publiés en novembre 2007. L'observatoire est inauguré le 14 novembre 2008. Le coût de la construction est d'environ 50 millions d'euros. De nouveaux instruments sont ajoutés par la suite pour fournir des données complémentaires. En 2010 le projet de construction d'un observatoire similaire mais beaucoup plus vaste dans l'hémisphère nord au Colorado qui était projeté dès le démarrage du projet est abandonné car les organismes de financement américains refusent d'y participer.
En 2015 l'observatoire qui a mesuré plusieurs dizaines d'événements, bien qu'ayant amélioré notre connaissance sur les rayons cosmiques à haute énergie, n'a pas rempli son objectif principal à savoir la détermination du mécanisme de production et l'origine de ces rayons. Il est devenu manifeste que cet objectif ne pourra éventuellement être atteint que par une évolution importante de la sensibilité de ses détecteurs. Plusieurs propositions ont été effectuées en 2014 dont le coût a été évalué à environ 13 millions €.

## Objectifs scientifiques
Les rayons cosmiques sont des particules chargées (protons ou noyaux plus lourds), qui bombardent en permanence l'atmosphère terrestre. Le flux de ces particules suit une loi de puissance en fonction de l'énergie, {\displaystyle \phi (E)\sim E^{-\alpha }}, où {\displaystyle \alpha \simeq 2.7} : les rayons cosmiques les plus nombreux ont donc des énergies « raisonnables », de l'ordre du GeV, mais il existe aussi un faible flux de particules jusqu'à au moins {\displaystyle \simeq 10^{20}} eV. À ces énergies, l'ordre de grandeur du flux est d'une particule par {\displaystyle {\rm {km}}^{2}} par siècle. Le but de l'observatoire Pierre Auger est d'étudier ces rayons cosmiques de ultra haute énergie, environ entre {\displaystyle 10^{18}} eV et {\displaystyle 10^{20}} eV, dont la compréhension échappe encore largement à la science actuelle :
- On ne connaît pas les sources de ces particules. Il doit s'agir, a priori, d'objets astrophysiques particulièrement violents. Jusqu'à des énergies de {\displaystyle 10^{15}} eV, on pense qu'il s'agit de restes de supernovae, mais à {\displaystyle 10^{20}} eV, il s'agit potentiellement d'objets situés hors de notre propre galaxie. Des modèles très « exotiques » (matière noire super-lourde, défauts topologiques générés lors de la formation de l'Univers...) ont aussi été avancés.
- Les mécanismes de propagation de ces particules entre leurs sources et la Terre restent incertains. En particulier, aux énergies supérieures à environ {\displaystyle 5\times 10^{19}} eV, elles doivent perdre rapidement leur énergie par interaction avec le CMB (c'est l'effet GZK, prédit de longue date et dont la confirmation/infirmation expérimentale est un but majeur de l'observatoire Auger). Par ailleurs, les rayons cosmiques sont probablement déviés par des champs magnétiques, ce qui empêcherait de « voir » directement les sources depuis la Terre.
- Lorsque les rayons cosmiques interagissent avec l'atmosphère en arrivant depuis l'espace, ils développent des grandes « cascades » de particules secondaires : ce sont d'ailleurs ces cascades qui sont détectées, in fine, par l'observatoire. Le développement de ces cascades à de telles énergies est encore mal compris, car les énergies mises en jeu sont bien plus élevées que celles auxquelles on accède expérimentalement dans les accélérateurs de particules actuels.

L'observatoire Pierre Auger est donc l'archétype d'une expérience « d'astroparticules » : on espère obtenir à la fois des informations en astrophysique, sur les sources des particules les plus énergétiques qui soient observables, et leur propagation dans l'univers et, dans le domaine de la physique des particules, sur les modèles d'interactions entre noyaux à des énergies auxquelles on n'a pas accès sur Terre.

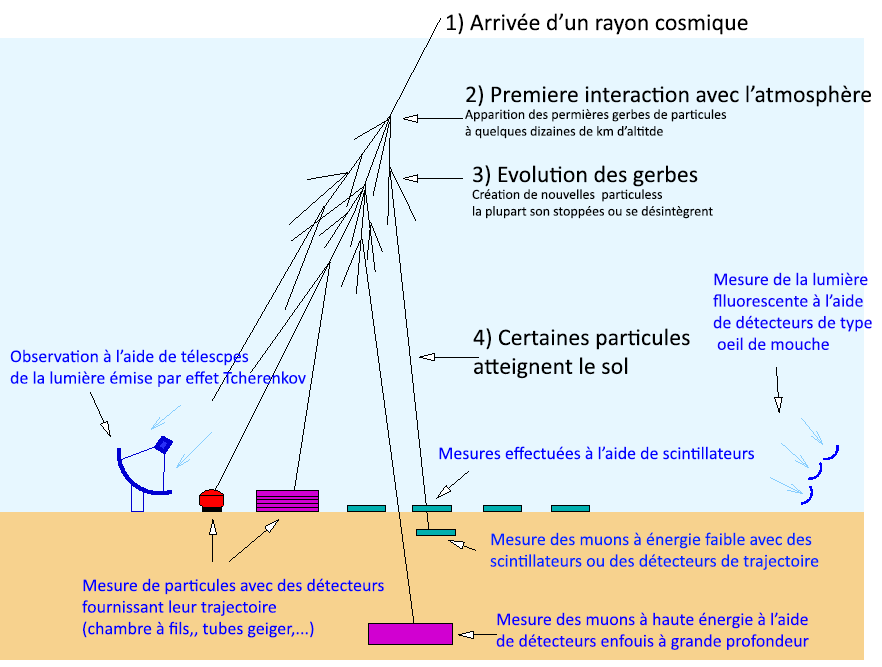
Les différents types de détecteurs permettant d'étudier les rayons cosmiques. Plusieurs d'entre eux sont mises en œuvre à l'observatoire Pierre Auger.

## Description de l'observatoire
Le but de cet observatoire est de détecter des rayons cosmiques à haute énergie. Alors que le spectromètre magnétique Alpha installé à bord de la Station spatiale internationale effectue des mesures sur les rayons cosmiques ayant une énergie au-delà de 109 eV, l'observatoire Pierre Auger est conçu pour observer les rayons cosmiques ayant une énergie supérieure à 1018 eV. Le nombre de rayons cosmiques ayant ce niveau d'énergie est très faible et il est nécessaire de disposer d'une très grande surface de détection pour pouvoir espérer en détecter suffisamment. La spécificité de l'observatoire est de coupler deux modes de détection : d'une part des télescopes à fluorescence qui mesurent la lumière ultraviolette émise par les molécules de l'air brièvement excitées par le passage de la cascade de particules d'autre part des détecteurs Tcherenkov réagissant aux diverses particules de la cascade - électrons, photons et muon - qui atteignent le sol.

### Détecteurs de surface
Le système de mesure principal est constitué par un réseau de 1 600 détecteurs Tcherenkov (surface detector ou SD) répartis sur une surface totale de 3 000 km2 et espacés de 1,5 km les uns des autres. Chaque détecteur est constitué d'un réservoir cylindrique en polyéthylène de 3,6 mètres de diamètre et 1,5 mètre de haut rempli de 12 000 litres d'eau purifiée. Les particules générées par les rayons cosmiques sont détectées par trois photomultiplicateurs. Chaque détecteur est complètement autonome. Il est alimenté par deux panneaux solaires fournissant 50 watts et deux batteries de 12 volts. Il comprend également un GPS qui fournit la base temps et un émetteur radio qui transmet au centre de contrôle les données (détection des rayons cosmiques et statut de l'installation). Ces détecteurs permettent des observations en continu jour et nuit.

### Télescopes à fluorescence
24 télescopes  à fluorescence (fluorescence detector ou FD) sont répartis sur 4 sites. Ils observent dans l'ultraviolet l'interaction des rayons cosmiques avec l'azote de l'atmosphère. Chaque télescope comporte un miroir segmenté de forme sphérique de 11 m2 et un détecteur (caméra) disposant de 440 pixels. La monture est de type Schmidt. Le champ optique de chaque télescope est de  30° (azimut) x 28.6° soit 1,5° par pixel. Les 6 télescopes de chaque site  situé à la périphérique du quadrilatère permettent d'observer l'ensemble du quadrilatère (6x 30° = 180°). Mais ces détecteurs ne peuvent fonctionner que par nuit claire avec un éclairage de la Lune limité soit environ 14 % du temps total.  Compte tenu de la transparence de l'air la portée est en moyenne d'environ 18 km. 

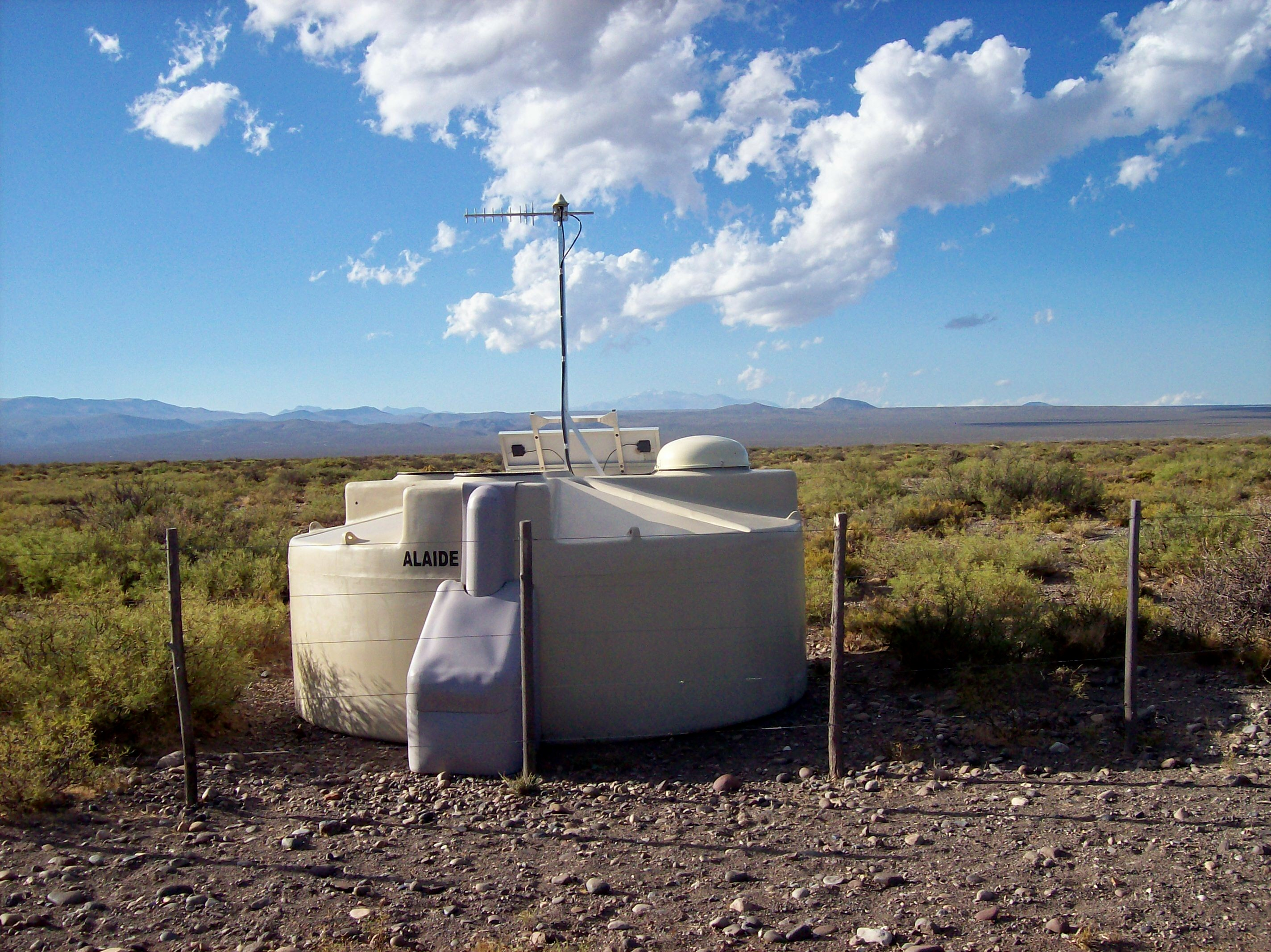
Un des 1600 détecteurs Tcherenkov
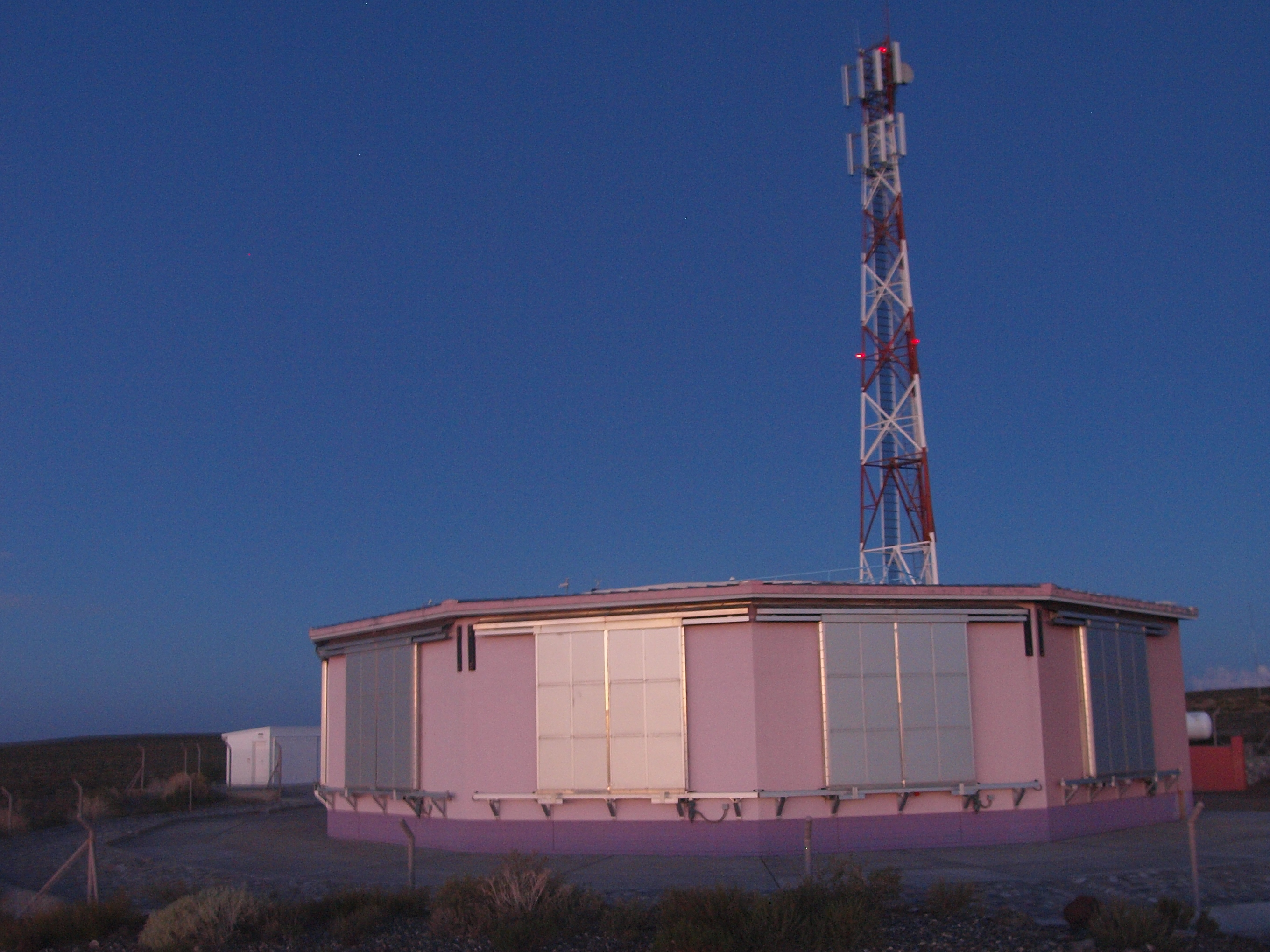
Un des 4 ensembles de détecteurs optiques (télescopes à fluorescence).

## Développements complémentaires

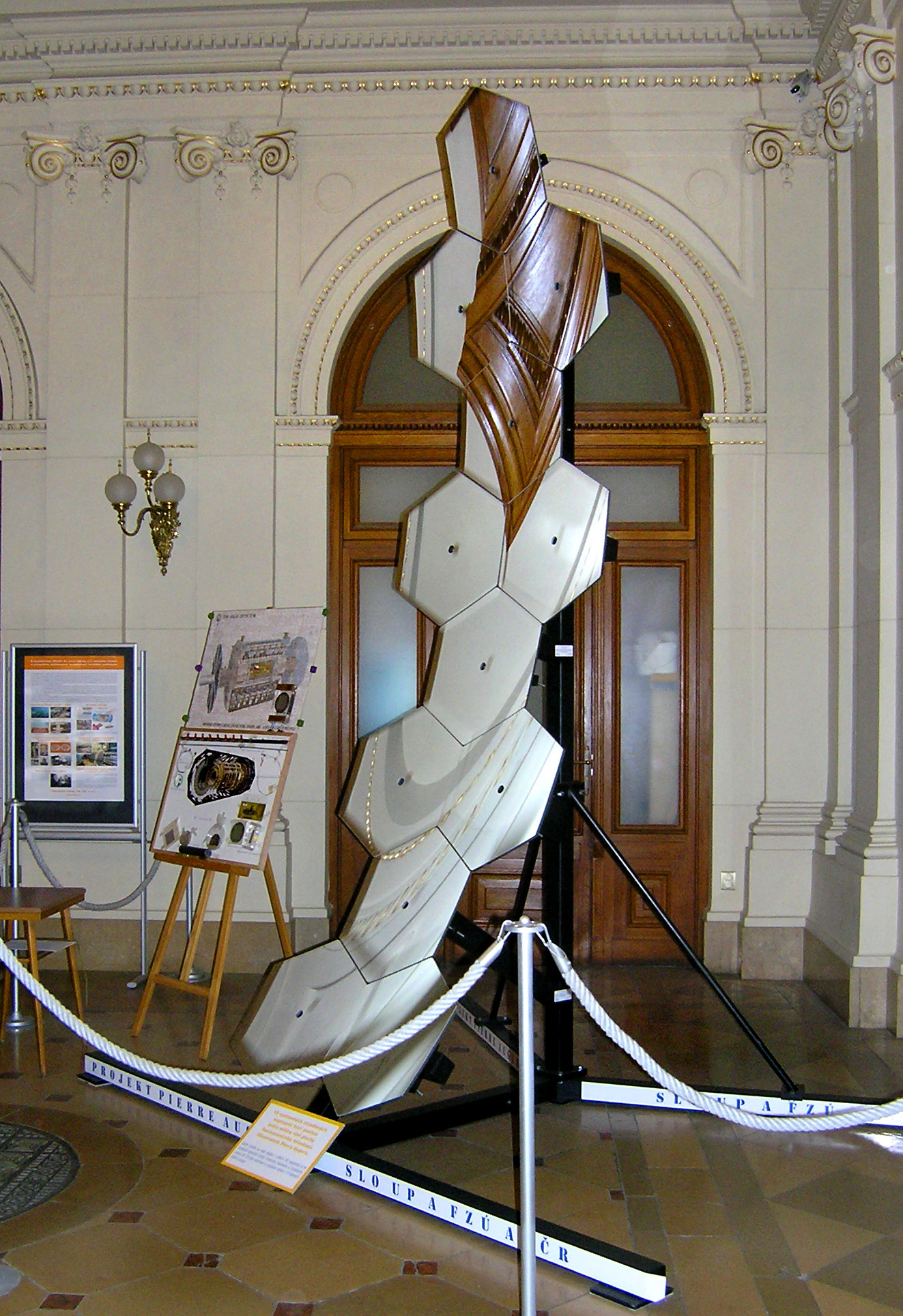
Miroir d'un des trois télescopes à fluorescence HEAT développé après l'ouverture de l'observatoire.

Plusieurs instruments complémentaires ont été ajoutés ou sont en développement depuis l'ouverture de l'observatoire notamment :
- trois télescopes à fluorescence HEAT  (High Elevation Auger Telescopes) pouvant effectuer des observations à plus haute altitude. Alors que le champ optique des  télescopes en place couvre de 0° (direction horizontale) à 30° le champ optique des télescopes HEAT va de 30° à 60° ;
- deux réseaux de détecteur à haute densité combinés avec des compteurs de muons formant l'instrument AMIGA (Auger Muons and Infill for the Ground Array) ;
- un prototype de radiotélescope AREA (Auger Engineering Radio Array) destiné à détecter les émissions radio associées aux gerbes d'électrons dans la bande de fréquences 30-80 MHz.

En 2010, 124 antennes ont été installées. Elles captent les signaux radio des gerbes permettant ainsi de recouper les mesures de leur énergie. « [Ces signaux pourraient faire mieux et] permettre de déduire la nature des particules cosmiques avec une sensibilité équivalente à celles des télescopes Auger mais 24h/24 et avec un coût très faible ». Dans ce but la technique des télescopes micro-onde doit être améliorée avant une campagne d'installation sur le site de l'observatoire Pierre-Auger.

## Historique des résultats scientifiques
Plusieurs découvertes importantes ont été effectuées grâce aux données recueillies par l'observatoire.

### Premiers résultats
En 2007, après avoir accumulé trois années et demie de données fournies par 27 événements, les chercheurs de l'observatoire annoncent que les astroparticules semblent provenir essentiellement des régions du ciel où se trouvent les trous noirs supermassifs situés dans les noyaux de galaxies actives (AGN) voisines de la nôtre. On émet alors l'hypothèse que les particules sont accélérées par un processus lié aux trous noirs géants. L'annonce est fortement médiatisée. Mais les données obtenues au cours des années suivantes viennent contredire cette conclusion et les chercheurs admettent finalement qu'aucune source ne peut être identifiée de manière certaine. D'autres résultats remettent en cause la capacité de l'observatoire à répondre à la question centrale de l'origine des rayons cosmiques à très haute énergie. En effet des indices donnent à penser qu'un grand nombre de ces astroparticules est constitué de noyaux d'atomes lourds (essentiellement du fer) alors que l'hypothèse de départ était que les protons dominaient. Or contrairement à la trajectoire des protons, celle des noyaux atomiques lourds est déviée par les champs magnétiques intergalactiques ce qui rend problématique la détermination de leur origine. Par ailleurs cette découverte rend encore plus énigmatique le mécanisme d'accélération qui communique son énergie à l'astroparticule.
Pour progresser il faudrait déterminer avec certitude la nature des astroparticules observées pour ne retenir que les protons insensibles aux champs magnétiques intergalactiques. La détermination de la masse des particules est effectuée à l'aide des télescopes à fluorescence mais ceux-ci ne peuvent être utilisés que durant 14 % du temps (nuits claires sans lune). Pour disposer d'une meilleure couverture, les chercheurs vont observer les muons qui sont produits en plus grande quantité lorsque les astroparticules sont des noyaux lourds.

### Origine extragalactique
Le 22 septembre 2017 la collaboration internationale Pierre-Auger a édité un article relatif aux conclusions émises à la suite de l'étude de 30 000 événements captés et analysés.
« On pense qu'ils pourraient provenir de galaxies situées jusqu'à une distance de 100 millions d'année-lumière, mais on ne peut pas expliquer comment ces particules ont pu être accélérées à ce point. [.] Ce sont beaucoup de protons, mais il y a aussi toutes sortes de noyaux d'atomes, légers ou lourds. Leur énergie peut dépasser 100 exaélectronvolts (EeV), soit l'équivalent d'une bille d'enfant ayant une vitesse de 300 km/h mais réduite d'un facteur 100 milliards de milliard. on peut observer chaque année 3.000 gerbes qui correspondent à des particules cosmiques de plus de 8 EeV ».